# 吡咯里西啶
吡咯里西啶（Pyrrolizidine，又譯為吡咯雙烷或雙吡咯烷）為一種雜環有機化合物，是構成吡咯里西啶生物鹼（pyrrolizidine alkaloids，PAs）中央化學結構的架構。它的衍生物吡咯里西啶生物鹼具有肝毒性。